# Charles François Antoine Morren

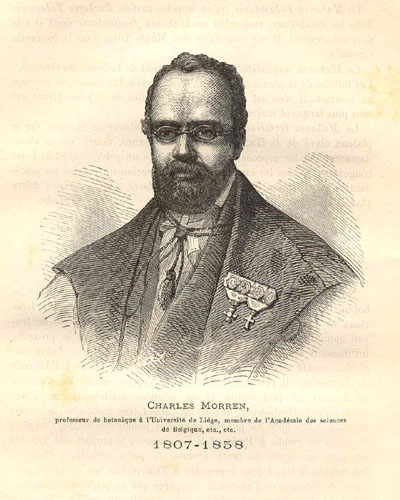
Charles Morren

Charles François Antoine Morren  (* 3. März 1807 in Gent; † 17. Dezember 1858 in Lüttich) war ein belgischer Botaniker. Sein offizielles botanisches Autorenkürzel lautet „C.Morren“.

## Leben
Morren studierte in ab 1825 in Gent und wurde 1829 mit einer Dissertation über Biologie promoviert. Anschließend erhielt er ein Stipendium um im Ausland weiter zu studieren, was aber durch die Ereignisse der belgischen Unabhängigkeit abgeschnitten wurde. Er unterrichtete 1833 bis 1835 Physik an der Universität Gent (wie schon ab 1831 an der Industrieschule in Gent) und studierte dort Medizin mit dem Abschluss 1835 (Kandidatenexamen und Ehrendoktor). Im selben Jahr wurde er außerordentlicher Professor für Botanik an der Universität Lüttich mit einer vollen Professur 1837, die er bis 1854 innehatte. Außerdem leitete er den Botanischen Garten der Universität Lüttich.
Morren ist bekannt dafür, dass er 1836 entdeckte, wie die Vanille bestäubt wird. Er fand, dass eine spezielle, nur in Mexiko vorkommende Bienenart nötig war. Morren entwickelte eine Methode der künstlichen Bestäubung, was den Anbau der Vanille in den französischen Kolonien ermöglichte.
Er war der Vater des Botanikers Charles Jacques Édouard Morren, mit dem er die Zeitschrift La Belgique horticole, journal des jardins et des vergers veröffentlichte (35 Bände, 1851 bis 1885). Außerdem war er 1833 bis 1836 Herausgeber des Horticulteur belge, 1845 bis 1849 der Annales de la Société royale d'agriculture et de botanique de Gand und 1848 bis 1855 des Journal d'agriculture pratique.
1849 führte er in einem Vortrag (und 1853 in einer Publikation) den Begriff Phenologie ein für saisonale Zyklen von Pflanzen und Tieren.

## Ehrungen
Charles François Antoine Morren wurde 1836 zum Mitglied der Deutschen Akademie der Naturforscher Leopoldina gewählt. 1835 wurde er korrespondierendes und 1838 volles Mitglied der Académie royale des Sciences et Belles-Lettres de Bruxelles.
John Lindley benannte 1838 die Gattung Morrenia aus der Familie der Hundsgiftgewächse (Apocynaceae) nach ihm.

## Schriften (Auswahl)
- Essai sur l'influence de la lumière dans la manifestation des êtres organisés. 1835.
- Études d'anatomie et de physiologie végétales. 1841.
- Notions élémentaires de sciences naturelles. 1844.
- Lobelia. 1851.